# ممدود (البيضاء)

تعديل مصدري - تعديل

ممدود هي إحدى قرى عزلة السوداء وال عيسى وحي بمديرية البيضاء التابعة لمحافظة البيضاء، بلغ تعداد سكانها 51 نسمة حسب تعداد اليمن لعام 2004.